# Den norska Lyrikklubbens pris
Den norska Lyrikklubbens pris (norska:Den norske Lyrikklubbens pris) är ett norskt lyrikpris, till minne av sunnmørslyrikern Hartvig Kiran. Syftet med priset är att visa upp nya, lovande och relativt okända lyriker. Innan 1996 hette priset Hartvig Kirans minnepris.

## Mottagare av Hartvig Kirans minnepris
- 1978 – Karin Sveen och Jan Erik Rekdal
- 1979 – Annie Riis
- 1980 – Kurt Narvesen
- 1981 – Terje Johanssen
- 1982 – Helge Torvund
- 1983 – Olav Grødal
- 1984 – Frank Stubb Micaelsen
- 1985 – Halvard Foynes
- 1986 – Torgeir Schjerven
- 1987 – Tom Lotherington
- 1988 – Arne Hugo Stølan
- 1990 – Erik Bystad
- 1991 – Rune Tuverud

## Mottagare av Den norska Lyrikklubbens pris
- 1996 – Hanne Bramness för Revolusjonselegier
- 1997 – Tone Hødnebø för Pendel
- 1998 – Torgeir Rebolledo Pedersen för Blåveisfra
- 1999 – Arne Ruste för Indre krets
- 2000 – Inger Elisabeth Hansen för Fraværsdokumenter
- 2001 – Øyvind Rimbereid för Trådreiser
- 2002 – Steinar Opstad för Synsverk
- 2003 – Espen Stueland för Å si om seg selv
- 2004 – Pedro Carmona-Alvarez för Prinsens gate